# Liste der Biografien/No
Liste der Biografien |
Portal Biografien |
Personensuche
# |
A |
B |
C |
D |
E |
F |
G |
H |
I |
J |
K |
L |
M |
N |
O |
P |
Q |
R |
S |
T |
U |
V |
W |
X |
Y |
Z |
?
 
Na |
Nb |
Nc |
Nd |
Ne |
Nf |
Ng |
Nh |
Ni |
Nj |
Nk |
Nl |
Nm |
Nn |
No |
Nr |
Ns |
Nt |
Nu |
Nv |
Nw |
Nx |
Ny |
Nz
 
Noa |
Nob |
Noc |
Nod |
Noe |
Nof |
Nog |
Noh |
Noi |
Noj |
Nok |
Nol |
Nom |
Non |
Noo |
Nop |
Nor |
Nos |
Not |
Nou |
Nov |
Now |
Nox |
Noy |
Noz
Die Liste der Biografien führt alle Personen auf, die in der deutschsprachigen Wikipedia einen Artikel haben. Dieses ist eine Teilliste mit 6 Einträgen von Personen, deren Namen mit den Buchstaben „No“ beginnt.

## No
- No I.D. (* 1971), US-amerikanischer Hip-Hop-Produzent
- No Keo Kuman (1571–1596), König von Lan Xang
- No Way Jose (* 1988), dominikanischer Wrestler
- No, Do-cheon (* 1938), südkoreanischer Radrennfahrer
- No, Kum-sok (1932–2022), nordkoreanischer Pilot, Leutnant der nordkoreanischen LuftwaffeNo Kum-sok (1932–2022)

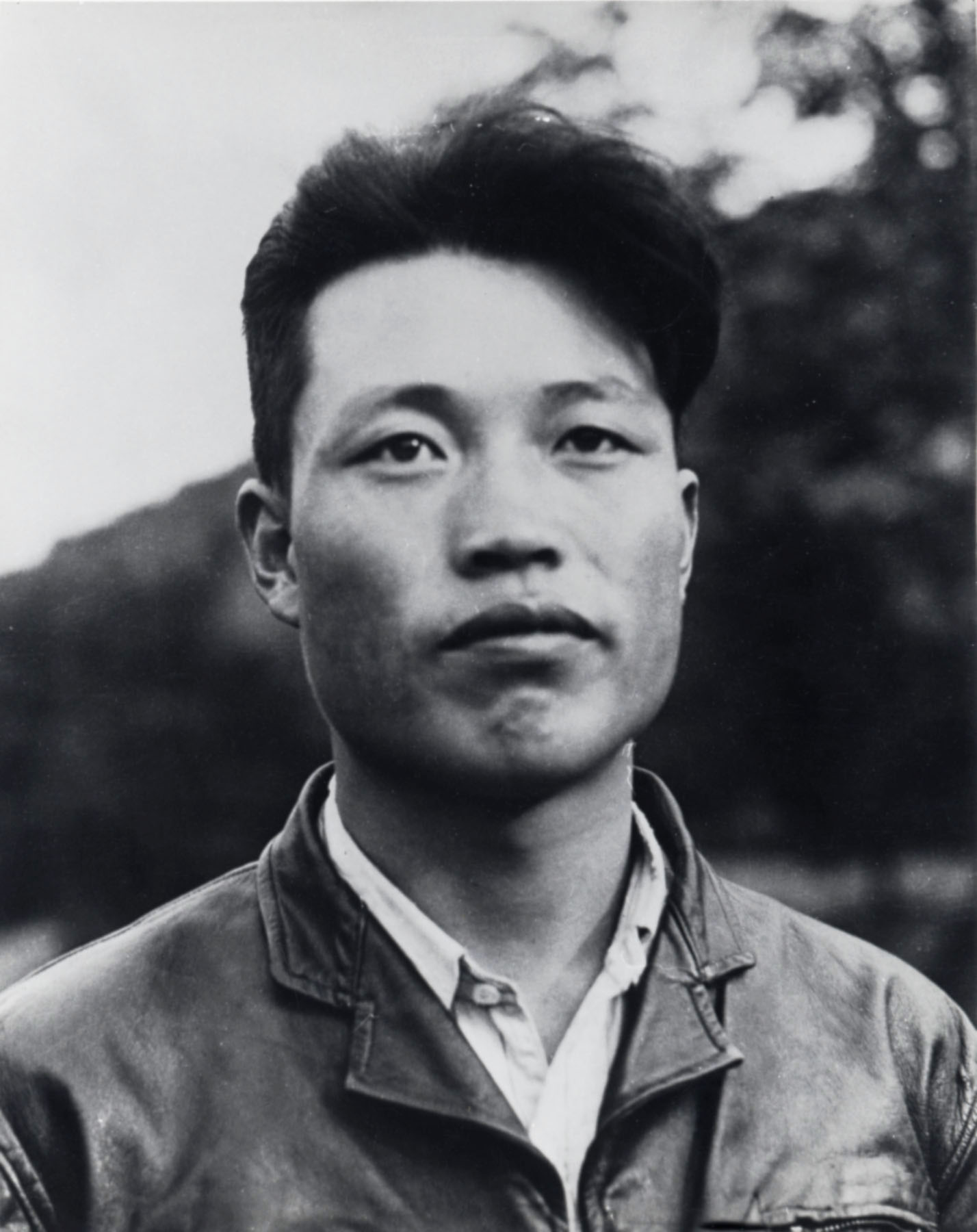
No Kum-sok (1932–2022)

- No, Sang-rae (* 1970), südkoreanischer Fußballspieler und -trainer